# Nigel Reo-Coker
Nigel Shola Andre Reo-Coker (14 de maig de 1984, Croydon, Londres del Sud) és un futbolista anglès d'ascendència Sierra Leone. Actualment juga de centrecampista en el Bolton Wanderers FC.